# Eugen Düssel
Eugen Düssel (* 9. Dezember 1879 in Köln; † 14. April 1957 in Düsseldorf) war ein deutscher Porträt- und Genremaler.

## Leben
Düssel kam 1897 von Köln an die Kunstakademie Düsseldorf. Dort besuchte er die Elementarklasse bei Ernst Roeber, ferner studierte er bei Willy Spatz und Peter Janssen dem Älteren (Naturzeichnen). An der Königlichen Akademie der Bildenden Künste München folgten 1904 Studien bei Carl von Marr. Zurückgekehrt an die Düsseldorfer Akademie, wurde er Meisterschüler in der Malklasse von Eduard von Gebhardt.
Düssel ließ sich in Düsseldorf nieder. Er wurde Mitglied des Vereins zur Veranstaltung von Kunstausstellungen. Vor allem malte er Porträts und Genreszenen. Eine Bildnisskizze (1900) gelangte in die Sammlung der Kunstakademie Düsseldorf. Der Entwurf zu dem Gemälde Die Hirten in der Weihnachtsnacht (1919) wurde von der Künstlerfürsorge der Stadt Düsseldorf als Notstandskauf erworben und der Städtischen Kunstsammlung 1920 überwiesen. Als Bestandteil der Galerie der Neuzeit wurde das Werk 1937 als „entartet“ beschlagnahmt; sein Verbleib ist unbekannt. Düssel war auf verschiedenen Ausstellungen vertreten, so 1926 auf der Großen Kunstausstellung Düsseldorf (GeSoLei) mit den Werken Männerkopf I und Männerkopf II.